# Rolf Schimpf
Pour les articles homonymes, voir Schimpf.
Rolf Schimpf, né le 14 novembre 1924 à Berlin (Prusse, Reich allemand) et mort le 22 mars 2025 à Munich (Bavière, Allemagne), est un acteur allemand.

## Biographie
Fils d'un officier de marine, Rolf Schimpf a servi dans une unité d'artillerie d'assaut de la Wehrmacht durant la Seconde Guerre mondiale. Il est principalement connu pour avoir joué de 1985 à 2006 le rôle du commissaire principal Leo Kress dans la série télévisuelle Le Renard.
Il est marié depuis 1970 à l'actrice Ilse Zielstorff (de). Le couple avait rejoint la maison de retraite Augustinum de Munich en juin 2010 ; mais Ilse, atteinte de démence sénile, dut être hospitalisée et mourut peu après. Au mois de nouvembre 2023, Schimpf est atteint à son tour de démence sénile et doit être hospitalisé,. Le 14 novembre 2024, il avait célébré ses 100 ans.

## Filmographie (sélection)

### Télévision
- 1964 : Kommissar Freytag: Treurer Umzug : Jozef Koske
- 1966 : Preis der Freiheit d’Egon Monk : l’officier de police de Berlin
- 1967 : Bürgerkrieg in Rußland (mini-série) : Karl Radek
- 1968 : Hafenkrankenhaus (12 épisodes) : le Dr Kettelhacke
- 1968 : Vier Stunden von Elbe 1 d’Eberhard Fechner : Klaus Starke
- 1969 : Ida Rogalski (8 épisodes) : Werner Rogalski
- 1970 : Meine Tochter – Unser Fräulein Doktor (13 épisodes) : Mr Wernicke
- 1971 : Tatort Frankfurter Gold : Preuss
- 1972 : Mein Bruder, Der Herr Doktor Berger (8 épisodes) : le Dr Wolfgang Berger
- 1976 : Inspektion Lauenstadt (4 épisodes) : le Dr Bode
- 1978-1986 : Soko brigade des stups (28 épisodes) : l’huissier de justice Waldi Zellmann
- 1979: Opération trafics (4 épisodes) : Behrwald
- 1979 : Die Protokolle des Herrn M. (11 épisodes) : Schorsch Paul
- 1979 : Tatort : Kugel im Leib : le procureur
- 1980 : Tatort : Kein Kinderspiel
- 1982 : Zwei Tote im Sender und Don Carlos im PoGl : le maquilleur
- 1983 : Tatort : Mord ist kein Geschäft
- 1983 : Die Geschwister Oppermann (3 épisodes) : Schlüter
- 1984 : Mensch Bachmann (6 épisodes) : Rudolf Bachmann
- 1986 : La Clinique de la Forêt-Noire (3 épisodes) : le Dr Basler
- 1986-2009 : Le Renard : première enquête le 28 février 1986 jusqu'à Jakob le 21 décembre 2006, 223 épisodes (épisodes 101 à 322), puis l'épisode 340 (Crimes au compteur), diffusé le 1er mai 2009 (caméo)
- 1998 : Derrick - Le Grand jour (Das Abschiedsgeschenk) (saison 25, épisode 5, dernier épisode) : Leo Kress
- 2004 : Tatort : Bienzle und der steinerne Gast : caméo
- 2009 : Le Tourbillon de l’amour : Korbinian Niederbühl

### Cinéma
- 1988: Drei D de Sönke Wortmann : un des membres du jury.